# Ministerstwo Obrony (Czarnogóra)
Ministerstwo Obrony Czarnogóry, czarnog. Ministarstvo odbrane Crne Gore - ministerstwo rządu Czarnogóry, odpowiedzialne za Siły Zbrojne Czarnogóry.

## Ministrowie obrony
| Minister       | Data objęcia urzędu | Data opuszczenia urzędu |
| -------------- | ------------------- | ----------------------- |
| Milo Đukanović | 5 czerwca 2006      | 10 listopada 2006       |
| Boro Vučinić   | 10 listopada 2006   | obecnie sprawuje urząd  |